# Dysmicoccus dennoi
Dysmicoccus dennoi är en insektsart som beskrevs av Kosztarab 1996. Dysmicoccus dennoi ingår i släktet Dysmicoccus och familjen ullsköldlöss. Inga underarter finns listade i Catalogue of Life.